# Classificació històrica del Rànquing Mundial de Clubs segons la IFFHS
La Classificació històrica del Rànquing Mundial de Clubs va ser una llista dels millors 208 clubs de futbol de la història elaborada per la Federació Internacional d'Història i Estadística de Futbol (IFFHS). El rànquing només tenia en compte tots els resultats de les lligues, copes nacionals i les competicions de clubs de les sis confederacions continentals i de la FIFA, des de l'1 de gener de 1991 data en què la IFFHS va començar a prendre aquestes consideracions, fins al 31 de desembre de 2009.
Aquesta classificació és diferent a la Classificació mundial de clubs que elabora la mateixa entitat de manera mensual.

## Top 25

### 1991-2009
- Actualitzat el 13 de gener de 2011.[1]

| Posició                                            | Club                    | Punts |
| -------------------------------------------------- | ----------------------- | ----- |
| 1.                                                 | FC Barcelona            | 807   |
| 2.                                                 | Manchester United FC    | 726   |
| 3.                                                 | Juventus FC             | 633   |
| 3.                                                 | Reial Madrid CF         | 633   |
| 5.                                                 | AC Milan                | 620   |
| 6.                                                 | Inter de Milà           | 605   |
| 7.                                                 | FC Bayern de Múnic      | 599   |
| 8.                                                 | Arsenal FC              | 594   |
| 9.                                                 | CA River Plate          | 503   |
| 10.                                                | Chelsea FC              | 491   |
| 11.                                                | Liverpool FC            | 455   |
| 12.                                                | FC do Porto             | 447   |
| 13.                                                | AS Roma                 | 445   |
| 14.                                                | AFC Ajax                | 421   |
| 15.                                                | CA Boca Juniors         | 420   |
| 16.                                                | València CF             | 398   |
| 17.                                                | Parma FC                | 373   |
| 18.                                                | São Paulo FC            | 368   |
| 19.                                                | Glasgow Rangers FC      | 364   |
| 20.                                                | SS Lazio                | 342   |
| 21.                                                | Olympique de Lyon       | 339   |
| 22.                                                | Club Atlético de Madrid | 319   |
| 23.                                                | SV Werder Bremen        | 317   |
| 24.                                                | BV Borussia Dortmund    | 285   |
| 25.                                                | Paris Saint-Germain FC  | 284   |
| De l'1 de gener de 1991 al 31 de desembre de 2009. |                         |       |

### 2001-2020
- Actualitzat el 21 d'abril de 2021.[2]

| Posició                                            | Club                    | Punts   |
| -------------------------------------------------- | ----------------------- | ------- |
| 1.                                                 | FC Barcelona            | 5.427   |
| 2.                                                 | Reial Madrid CF         | 5.039   |
| 3.                                                 | FC Bayern de Múnic      | 4.909,5 |
| 4.                                                 | Manchester United FC    | 4.543   |
| 5.                                                 | Arsenal FC              | 4.426   |
| 6.                                                 | Chelsea FC              | 4.348   |
| 7.                                                 | Liverpool FC            | 4.229   |
| 8.                                                 | Juventus FC             | 4.166   |
| 9.                                                 | Inter de Milà           | 3.951,5 |
| 10.                                                | AC Milan                | 3.869   |
| 11.                                                | Paris Saint-Germain FC  | 3.856   |
| 12.                                                | CA Boca Juniors         | 3.803,5 |
| 13.                                                | Celctic de Glasgow      | 3.773,5 |
| 14.                                                | FC do Porto             | 3.631   |
| 15.                                                | Olympique de Lyon       | 3.629   |
| 16.                                                | AS Roma                 | 3.592   |
| 17.                                                | Sevilla FC              | 3.590   |
| 18.                                                | Club Atlético de Madrid | 3.516   |
| 19.                                                | CA River Plate          | 3.441   |
| 20.                                                | València CF             | 3.426   |
| 21.                                                | AFC Ajax                | 3.274,5 |
| 22.                                                | Grêmio Porto Alegrense  | 3.246   |
| 23.                                                | PSV Eindhoven           | 3.206   |
| 24.                                                | FC Basel                | 3.118,5 |
| 24.                                                | Benfica                 | 3.118,5 |
| De l'1 de gener de 2001 al 31 de desembre de 2020. |                         |         |

## Equips dels Països Catalans
- Actualitzat el 13 de gener de 2011.[1]

| Posició | Club                      | Punts |
| ------- | ------------------------- | ----- |
| 1.      | FC Barcelona              | 807   |
| 16.     | València CF               | 398   |
| 63.     | Vila-real CF              | 133   |
| 72.     | RCD Mallorca              | 103   |
| 91.     | RCD Espanyol de Barcelona | 69    |